# Wetzstein (Gilserberger Höhen)
Der Wetzstein bei Hatzbach im hessischen Landkreis Marburg-Biedenkopf und Schwalm-Eder-Kreis ist ein 358,5 m ü. NHN hoher Berg der Gilserberger Höhen.

## Bergname
Der Name Wetzstein deutet auf eine vorchristliche Kultstätte hin. Die Germanen vollzogen ihre Gottesdienste in heiligen Hainen, an besonderen Bäumen, an Quellen, auffälligen Felsen und auf Bergen. Der gewetzte Steinstaub von dem Gott Wodan geweihten Steinen, sogenannten Wetzsteinen, galt als heilig. Auf dem Berg wurde vermutlich solcher Steinstaub gewetzt.

## Geographie

### Lage
Der Wetzstein liegt am Südrand der Gilserberger Höhen. Sein Gipfel erhebt sich etwa 150 m westsüdwestlich der Grenze des Landkreises Marburg-Biedenkopf zum Schwalm-Eder-Kreis, 2 km nordnordöstlich von Hatzbach (zu Stadtallendorf), 3 km südöstlich von Josbach (Rauschenberg) und 2,7 km (jeweils Luftlinie) östlich von Wolferode (Stadtallendorf). Etwas nördlich vorbei am bewaldeten Berg fließt der Wohra-Zufluss Josbach und südlich entspringt der kleine Hatzbach-Zufluss Wildenbach.

### Naturräumliche Zuordnung
Der Wetzstein gehört in der naturräumlichen Haupteinheitengruppe Westhessisches Bergland (Nr. 34) und in der Haupteinheit Oberhessische Schwelle (346) zur Untereinheit Gilserberger Höhen (346.0), wobei sein Landschaft nach Süden in die Untereinheit Neustädter Sattel (346.1) abfällt.

## Verkehr und Wandern
Nordwestlich vorbei am Wetzstein führt im Bereich von Josbach die Bundesstraße 3. Von dieser zweigt in der Ortschaft die Kreisstraße 44 nach Wolferode ab. Diese trifft dort auf die nach Hatzbach führende Landesstraße 3071. Zum Beispiel an diesen Straßen beginnend kann der Berg auf zumeist Waldwegen und -pfaden erwandert werden, und um den Berg führt der 12 km lange Wanderweg Rund um den Wetzstein.